# ساتيراوات
الساتيراوات أو فصيلة ساتيريدي (الاسم العلمي: Satyrinae) هي فُصَيْلَة من الحشرات تتبع فصيلة الحورائيات من الرتبة حرشفيات الأجنحة.

## قبائل
- الساتيراوية

## أجناس
- الساتيرة